# José Entrecanales Pardo
José Entrecanales Pardo (Burgos, 4 de junio de 1874-Bilbao, 1941) fue un médico pediatra español director y alma máter de la Gota de Leche de Bilbao. Fue un precursor de la puericultura y de la pediatría en España.

## Trayectoria profesional
Hijo del comerciante de tejidos, José Entrecanales García (Arredondo, 1840) y Rosalía Pardo García (Riva, valle de Ruesga). El matrimonio tuvo cuatro hijos: Emilia (Burgos, 1970), José (Burgos, 1974); Ángel (Bilbao, 1881) y Juan Julia (Bilbao, 1887).José nació en Burgos en 1874 y se licenció en medicina por la Universidad de Valladolid en (12 de julio de 1897). Realizó el doctorado en la Universidad de Madrid (19 de octubre de 1900) y al año siguiente ingresó al servicio del Ayuntamiento de Bilbao,después de permanecer un breve espacio de tiempo en Lemona, como médico.
Destacó por su medicina altruista y su dedicación plena a los niños. Acudió con el doctor Gorostiza al Congreso de Gotas de Leche celebrado en Bruselas en 1907.
También fue director del Montepío de la Mujer que Trabaja desde su fundación.
Fue presidente de la Academia de Ciencias Médicas de Bilbao y por acuerdo de la Corporación Municipal en 1941 la Gota de Leche se denominaría «Gota de Leche Doctor Entrecanales».